# 邏輯語文法

Lojban的標識.

邏輯語語法為基於邏輯語之語法。作为一门人工語言，逻辑语的语法相当严谨。它有严密的词法、构词法和句法以及言文一致的标点系统，可以精确表达许多自然语言难以准确表达的意义。此外，它是一种可以通过计算机程序对文字的语法进行自动检查的语言，在《逻辑语大全》一书最后一章用 YACC 和 EBNF 两种文法描述语言对其语法进行了定义。

## 形式語法
邏輯語文本可以像編程語言中的文本一樣通過使用解析表达文法(PEG)、yacc、巴科斯范式(BNF)等形式語法進行解析。有一些解析器可用在邏輯語語法上的解析；比如 Official LLG Parser、camxes、la ilmentufa。

## 词法和构词法
逻辑语的词类和大部分自然语言的词类不同。根据现行标准，它可分为三个主要类别：

### 動詞（內容詞 brivla）
内容词带有实际意义，描述是事物之间的关系，因此，除了要描述它的拼写（读音总是与拼写一致的）以外，还要说明这个词描述的是哪些对象之间的关系，才能确切定义一个内容詞。语法规格的定义大致上像这样：
某个内容詞：x1 （如何如何）x2 （如何如何）x3（如何如何）
一般而言x的數量在1到5之間，这些是与这个词相关的事物。例如：
klama：x1 走去目的地 x2，出发自 x3，经过 x4， 使用交通方式 x5
在形态上，内容詞要求必须在前五个字母中存在两个相邻的辅音，并以元音结尾。由于基本結構詞不存在双辅音，且以元音结尾，因此这一形态要求就在发音上明确地将内容詞区分于結構詞（组合結構詞显然也不可能会有相邻的辅音）。
内容詞在汉语中类似的概念是“实词”。它们分为三大类别：核心動詞、派生動詞，外來語。

#### 核心動詞（根詞 gismu）
根词除了本身具有严格定义的含义外，还具有构词能力。根詞的格式受到严格的限制，标准的 gismu 只有 CCVCV 和 CVCCV 两种格式（其中 C 代表辅音字母，V 代表元音字母），有些则还有 CVC、CCV 和 CVV 三种用于组词的缩写。
根詞总数只有一千三百多个，在官方网站上的列表虽然有一千四百多，但其中有94个是結構詞，由于具有相应用于组词的缩写，因此列表中包括在内。

#### 派生動詞（合成詞 lujvo）
合成词用根詞和結構詞（下述）组合而成。组合的时候可以分开为独立的单词，也可以利用缩写形式进行组合。合成詞也可以充当謂詞(selbri)。在汉语中相当于多字词。
- lujvo = gismu + cmavo

#### 外來語（借用詞 fu'ivla）
为了吸收来自各种专业领域或者不同文化背景的词汇，中文许多外来词往往在后面添加字词表示其类别，例如“厄尔尼诺现象”。逻辑语也有类似的机制，在借用词的前面添加一个与该词的意义有关联的根词、用来提示它的含义。

### 助詞（结构词 cmavo）
结构词用于组织句子，大致含蓋其他语言用代词、介词、副词、及助词表達的概念。逻辑语对每一个结构词规定了一个分类标签，将语法功能相同的归为一类。根据官方网站上提供的词表，共有184个分类。又可细分为基本的和合成的两大类。基本結構詞只有一个音节，以元音结尾，可能以一个辅音开头，或者没有任何辅音。由于可供选择的发音有限，因此結構詞的总数是有限的。具体统计数字如下：
- 只包含一个元音的，共有5个。另外还有半元音的「.y.」，合共6个。
- 一个辅音加一个元音组成的，由于辅音总数为17个，总数为 5×17=85 个，另加以「y」结尾的17个，合共102个。
- 双元音共有「ai/au/ei/oi」共4个，每个均可单独成词。
- 用分隔符'分开的两个元音，共有 5×5=25 个，外加一个「.y'y.」，共26个。
- 辅音加上两个元音（包括双元音和隔开的两个元音，不包括「.y'y.」），共有17×29=493个，但其中「x」开头的全部都属于试验性质，字典不录。另有14个目前并没有使用。这样总共是450个。

以上各种情形合计有598个基本結構詞。此外，所有一个辅音加多个元音构成的词都属于結構詞一类，但是多于2个元音的情形都属于试验性质。
组合結構詞由多个基本結構詞组成，总数理论上为无限。官方网站上的列表中，包括基本結構詞在内，总数1100个左右。
在汉语中，与此类似的概念是“虚词”。

### 名詞
邏輯語的名詞都是衍生而來，普通名詞可以由合成詞或外來語建構而成，或是用助詞「lo」和「ku」將動詞轉換為名詞。

#### 專有名詞（cmene）
所有的逻辑语名字都必须以辅音结尾，以区分于内容詞和結構詞。如果原来的名字以元音结尾，需要在后面人为添加一个s辅音，例如“李丽”在逻辑语中的拼写是 lilis。这既可用于逻辑语本身造出来的名字，也可以用于拼写其他语言中的音译名字。注意，名字不是“名词”；它不能充当謂詞 (selbri)，只能添加結構詞「la」后充当詞項(sumti)成分，並且必須在最後加一個句點。
其他類型

## 句法
邏輯語的文法源自謂詞邏輯，其陳述（句子）就是謂詞邏輯中的合式公式。謂詞邏輯中的謂詞和詞項在邏輯語中分別稱爲謂詞(selbri)和詞項(sumti)。正如謂詞邏輯一樣，每個謂詞(selbri)所帶的詞項(sumti)有一定的數量，並要按一定的順序排列，才可準確表達含義。此外，還有一些結構性的詞彙，類似于謂詞邏輯中的邏輯聯結詞、量詞等。
若把謂詞看成謂語動詞 V，其第一個詞項看成主語 S，隨後的詞項看成賓語 O，則其句式一般為 SVO，當然這僅對帶有兩個詞項的謂詞 才正確。此外若謂詞出現在句首，被認爲是省略第一個詞項。如果句首有多個詞項，則按照順序排列視爲合法句子。如此(SOV)也是合法的句子結構。分類基本上可說是主謂賓、主賓謂，但實際上可以是任何形式：
- mi prami do (SVO) (我愛你)
- mi do prami (SOV) (我，你被愛)
- do se prami mi (OVS) (你是所愛，我的)
- do mi se prami (OSV) (你，我所愛)
- prami fa mi do (VSO) (愛被我，你)
- prami do fa mi (VOS) (愛你我是)

如此彈性使它有卓越的能力承接盡多的自然語言表達方式。

### 語句分析
逻辑语的句法源自谓词逻辑，謂語句（bridi）由 謂詞（selbri）和詞項（sumti）两种组成部分组成。
以下是一个例句：
mi
我(X1)
我
klama
去
去
la beiDJIN.
北京(X2)
北京
la guanJOUs.
广州(X3)
从广州
la canxais.
上海(X4)
经过上海
zo'e
某种不必明说的东西(X5)
乘坐/使用某种不必明说的东西
我从广州经过上海去北京。
利用某些称为介詞（sumti tcita）的結構詞，可以向句子添加额外的詞項，例如时间状语、地点状语等。而另外一些結構詞则可以用来修饰謂詞本身，类似于其他语言中的“助动词”，达到类似于时态的效果。但由于谓语词并没有形态变化，这些修饰成分也可以看成状语，或者看成中文的“我在干活”的在，“我旁边有条狗”的旁边一类结构。
有趣的是逻辑语的标点系统。逻辑语的“标点符号”实际上就是一些特殊的結構詞，例如「.i」就用来表示句子之间的间隔，相当于句号。当只有一个句子的时候，是不需要句号的，因此上面的句子就没有。另外，上面的句子如果要添加「.i」的话，应该放在句子的前面而不是后面。

## 參閲
- 邏輯語音系
- 格语法

## 外部連結
- The Lojban Reference Grammar with Errata （页面存档备份，存于）
- Example Tengwar mode （页面存档备份，存于）
- Another example Tengwar mode （页面存档备份，存于）